# یوکالیکول
یوکالیکول (انگلیسی: Yukalikul) یک شهرک در شهرستان دیورتیورلینسکی در استان باشقیرستان کشور روسیه است.